# Thomas Bourchier
Thomas Bourchier (Inglaterra, ca. 1412 - Knole, 30 de março de 1486) foi um clérigo inglês, Arcebispo da Cantuária, Lord Chanceler e cardeal do século XV.

## Primeiros anos
Thomas Bourchier era o terceiro filho de William Bourchier, conde de Eu, e Lady Anne Plantagenet, filha de Tomás de Woodstock e neta do rei Eduardo III da Inglaterra. Ele foi chamado de Cardeal de Canterbury.
Bourchier estudou em Nevill Hall, Oxford; obteve doutorado em direito canônico e civil, na Universidade de Oxford; e um mestre em artes em 1433. Recebeu a tonsura eclesiástica. Prebendário em Lichfield em maio de 1424. Reitor de Salisbury. Decano de S. Martin-le-Grand, Londres, em 1428.
Recebeu a ordem menor e o subdiaconato em 24 de setembro de 1429. Obteve uma segunda prebenda em West Thurrock, em Hastings, em 1432.
Ordenado ao sacerdócio em 1433. Tornou-se prebendário na igreja de Lincoln em 1433. Chanceler da Universidade de Oxford, 1433-1437.

## Episcopado
Eleito bispo de Worcester em 24 de setembro de 1433, no pontificado do Papa Eugênio IV; e novamente, com a concordância do rei, que se opôs à primeira nomeação, 9 de março de 1435; recebeu dispensa papal por ainda não ter atingido a idade canônica. Consagrado no domingo, 15 de maio de 1435, em Blackfriars, Londres, pelo Cardeal Henry Beaufort, bispo de Winchester, assistido por John Kemp, arcebispo de Iorque, por John Stafford, bispo de Bath, por Robert Neville, bispo de Salisbury, e por John Low, bispo de St. Asafe.
Transferido para a sé de Ely em 20 de dezembro de 1443; entronizado em 1445. Com a morte do Cardeal John Kemp, Arcebispo de Canterbury, o Conselho do Rei recomendou o Bispo Bourchier como seu sucessor; e a Câmara dos Comuns fez uma petição no mesmo sentido. Promovido à sé metropolitana e primacial de Canterbury, 21 de junho de 1454, no pontificado do Papa Nicolau V; recebeu o manto no dia 1º  de julho e tomou posse no dia 22 de agosto do mesmo ano. Nomeado chanceler da Inglaterra em 5 de março de 1455; ocupou o cargo até outubro de 1456.
Em 1456, o Arcebispo comprou para si uma pequena mansão perto de Sevenoaks, chamada "Knoll" devido à sua situação elevada. Ele posteriormente a ampliou.
Seu curto mandato como chanceler coincidiu com o início da Guerra das Rosas, travada de 1455 a 1485, pelo trono da Inglaterra entre adeptos da Casa de Lancaster (Rosa Vermelha) e da Casa de York. (Rosa Branca); ambas as casas eram filiais da casa real Plantageneta. No início, o arcebispo não era um partidário forte; mais tarde, em 1458, ajudou a reconciliar as partes beligerantes; quando a guerra foi renovada no ano seguinte, 1459, ele apareceu como um Yorkista decidido.
O arcebispo coroou o rei Eduardo IV em 20 de junho de 1461; quatro anos depois, em 1465, celebrou o casamento do rei e Isabel Woodville; e em 26 de maio daquele ano, ele a coroou rainha da Inglaterra. Em 1471, juntamente com outros pares, prestou juramento aceitando o príncipe de Gales como herdeiro do trono. Como arcebispo primaz, presidiu o julgamento por heresia de Reginald Peacock, bispo de Chichester, conselheiro particular e renomado teólogo; o Arcebispo Bourchier ordenou-lhe que renunciasse e manteve-o na prisão até à sua morte em 1459. Celebrou sínodos provinciais em Londres em 1461, 1463, 1472, 1473, 1474 e 1475. O rei Eduardo IV pediu ao papa que promovesse o arcebispo Bourchier ao cardinalato.

## Cardinalato
Criado cardeal-presbítero no consistório de 18 de setembro de 1467; publicado no dia seguinte na igreja de S. Marco, Roma, mas ele estava ausente; recebeu o título de S. Ciriaco alle Terme, 13 de maio de 1468. O cardeal foi enviado como embaixador para negociar a paz com os franceses em Picquigny; o objetivo principal do tratado era estabelecer um resgate pela liberdade de Margarida de Anjou, que havia sido capturada após a batalha de Tewkesbury no sábado, 4 de maio de 1471; o cardeal conseguiu chegar a um acordo com os embaixadores franceses e a rainha foi autorizada a deixar o país.
Não participou do conclave de 1471, que elegeu o Papa Sisto IV. Recebeu o chapéu vermelho, enviado pelo Papa Sisto IV, em 31 de maio de 1473, no palácio de Lambeth. Com a morte do rei Eduardo IV em 1483, o cardeal Bourchier desculpou-se de comparecer ao magnífico funeral do rei devido a doenças crescentes; nesse mesmo ano teve um bispo coadjutor, William Westkarre, nomeado para auxiliá-lo no desempenho de suas funções arquiepiscopais. O cardeal Bourchier convenceu a rainha a permitir que seu filho mais novo, Ricardo, duque de York, compartilhasse a residência de seu irmão na Torre de Londres; e embora tivesse jurado ser fiel ao futuro rei Eduardo V antes da morte de seu pai, ele coroou o rei Ricardo III em 6 de julho de 1483. No entanto, o cardeal não esteve de forma alguma implicado no assassinato dos jovens príncipes. Provavelmente, ele participou das conspirações que ocorreram mais tarde contra o rei Ricardo III, que foi morto em 1485 no campo de Bosworth. Não participou do conclave de 1484, que elegeu o Papa Inocêncio VIII.
Bourchier coroou Rei Henrique VII de Inglaterra em 13 de outubro de 1485; e oficiou o casamento do novo rei Lancastriano e da princesa Isabel de Iorque em 18 de janeiro de 1486 na Abadia de Westminster, no final da Guerra das Rosas. Foi um ilustre patrono da literatura, da educação e das artes plásticas; nesses esforços, o cardeal associou-se a outro patrono dos estudiosos, Anthony Woodville, conde Rivers, irmão da rainha. Ele ajudou William Caxton a iniciar sua gráfica original e foi o próprio cardeal quem introduziu seu uso na Universidade de Oxford, onde o primeiro livro impresso na Inglaterra foi produzido em 1468.
Morreu em Knole em 30 de março de 1486, Knole, perto de Sevenoaks, Kent. Seu corpo foi levado para Maidstone e depois para Faversham. Em 14 de abril de 1486, um magnífico funeral foi celebrado na catedral metropolitana de Canterbury e o corpo foi sepultado num túmulo de mármore cinza na nave do coro norte daquela catedral, local que ele havia escolhido para seu túmulo.
Bourchier deixou sua propriedade em seu testamento para o arcebispado e, assim, cinquenta anos depois, Knole tornou-se sujeito à turbulência da Reforma Inglesa.
Cardeal Bourchier é um personagem significativo na peça histórica de William Shakespeare, Ricardo III.

## Ligações Externas
- «Thomas Bourchier» (em inglês). Catholic Encyclopedia, 1907.
- «Thomas Cardinal Bourchier» (em inglês). Catholic Hierarchy
- «Thomas Bourchier (Cardinal )» (em inglês). Tudor Place
- «Bourgchier, Thomas (Bourchier)» (em inglês). Encyclopedia
- «Bourgchier, Thomas (Bourchier)» (em inglês). Encyclopedia